# 关联规则学习
关联规则学习（英語：Association rule learning）是一种在大型数据库中发现变量之间的有趣性关系的方法。它的目的是利用一些有趣性的量度来识别数据库中发现的强规则。基于强规则的概念，Rakesh Agrawal等人引入了关联规则以发现由超市的POS系统记录的大批交易数据中产品之间的规律性。例如，从销售数据中发现的规则 {洋葱, 馬鈴薯}→{汉堡} 会表明如果顾客一起买洋葱和馬鈴薯，他们也有可能买汉堡的肉。此类信息可以作为做出促销定价或产品等营销活动决定的根据。除了上面购物篮分析中的例子以外， 关联规则如今还被用在许多应用领域中，包括网络用法探勘、入侵检测、连续生产及生物信息学中。与序列探勘相比，关联规则学习通常不考虑在事务中、或事务间的项目的顺序。

## 基本概念
| TID | 网球拍 | 网球 | 运动鞋 | 羽毛球 |
| --- | ------ | ---- | ------ | ------ |
| 1   | 1      | 1    | 1      | 0      |
| 2   | 1      | 1    | 0      | 0      |
| 3   | 1      | 0    | 0      | 0      |
| 4   | 1      | 0    | 1      | 0      |
| 5   | 0      | 1    | 1      | 1      |
| 6   | 1      | 1    | 0      | 0      |

根据韩家炜等，关联规则定义为：
假设 {\displaystyle I=\{I_{1},I_{2},\ldots ,I_{m}\}} 是项目的集合（項集）。给定一个交易数据库 {\displaystyle D=\{t_{1},t_{2},\ldots ,t_{n}\}}，其中每个交易（Transaction） {\displaystyle t} 是 {\displaystyle I} 的子集，即 {\displaystyle t\subseteq I}，每一个交易都与一个唯一的标识符TID（Transaction ID）对应。关联规则是形如 {\displaystyle X\Rightarrow Y} 的蕴涵式，其中 {\displaystyle X,Y\subseteq I} 且 {\displaystyle X\cap Y=\emptyset }， {\displaystyle X} 和 {\displaystyle Y} 分别称为关联规则的先导（antecedent 或 left-hand-side, LHS）和后继（consequent 或 right-hand-side, RHS）。关联规则 {\displaystyle X\Rightarrow Y} 在 {\displaystyle D} 中的支持度（support）是 {\displaystyle D} 中交易包含 {\displaystyle X\cup Y} 的百分比，即概率 {\displaystyle P(X\cup Y|D)}；置信度（confidence）是包含 {\displaystyle X} 的交易中同时包含 {\displaystyle Y} 的百分比，即条件概率 {\displaystyle P\left(Y|X\right)}。如果同时满足最小支持度阈值和最小置信度阈值，则认为关联规则是有利或有用的。这些阈值由用户或者专家设定。
用一个简单的例子说明。表1是顾客购买记录的数据库D，包含6个交易。项集 {\displaystyle I=}{网球拍,网球,运动鞋,羽毛球}。考虑关联规则：网球拍{\displaystyle \Rightarrow }网球，交易1,2,3,4,6包含网球拍，交易1,2,6同时包含网球拍和网球，支持度{\displaystyle support={\frac {3}{6}}=0.5}，置信度{\displaystyle confident={\frac {3}{5}}=0.6}。若给定最小支持度{\displaystyle \alpha =0.5}，最小置信度{\displaystyle \beta =0.6}，关联规则网球拍{\displaystyle \Rightarrow }网球是有趣的，认为购买网球拍和购买网球之间存在强关联。

## 分类
关联规则有以下常见分类：
根据关联规则所处理的值的类型
- 如果考虑关联规则中的数据项是否出现，则这种关联规则是布尔关联规则（Boolean association rules）。例如上面的例子。
- 如果关联规则中的数据项是数量型的，这种关联规则是数量关联规则（quantitative association rules）。例如年龄("20-25"){\displaystyle \Rightarrow }购买("网球拍")，年龄是一个数量型的数据项。在这种关联规则中，一般将数量离散化（discretize）为区间。

根据关联规则所涉及的数据维数
- 如果关联规则各项只涉及一个维，则它是单维关联规则（single-dimensional association rules），例如购买("网球拍"){\displaystyle \Rightarrow }购买("网球")只涉及“购买”一个维度。
- 如果关联规则涉及两个或两个以上维度，则它是多维关联规则（multi-dimensional association rules），例如年龄("20-25"){\displaystyle \Rightarrow }购买("网球拍")涉及“年龄”和“购买”两个维度。

根据关联规则所涉及的抽象层次
- 如果不涉及不同层次的数据项，得到的是单层关联规则（single-level association rules）。
- 在不同抽象层次中挖掘出的关联规则称为广义关联规则（generalized association rules）。例如年龄("20-25"){\displaystyle \Rightarrow }购买("HEAD网球拍")和年龄("20-25"){\displaystyle \Rightarrow }购买("网球拍")是广义关联规则，因为"HEAD网球拍"和"网球拍"属于不同的抽象层次。

## 算法

### Apriori 演算法
Apriori演算法所使用的前置统计量包括：
- 最大规则物件数：规则中物件组所包含的最大物件数量；
- 最小支援：规则中物件或是物件组必须符合的最低案例数；
- 最小信心水准：计算规则所必须符合的最低信心水准门槛。